# Carlos Martínez Díez
Carlos Martínez Díez (Lodosa, Navarra, 9 de abril de 1986) es un exfutbolista español que jugaba de defensa.

## Trayectoria

### Inicios en la Real Sociedad B
Llegó a la Real Sociedad en edad cadete procedente del Izarra de Estella, club convenido con la Real Sociedad. Tras pasar por las categorías inferiores del club desde cadete hasta juvenil dio el salto al fútbol senior en la temporada 2004/05. Extremo derecho en sus inicios, fue retrasando su posición en el campo para jugar de lateral.
Su debut "senior" se produjo con el UPV en la categoría regional de Guipúzcoa. La UPV mantenía en aquella época un convenio con la Real Sociedad y hacía la función de paso intermedio entre el juvenil y el filial de 2.ªB de la Real. Esa misma temporada debutó con la Real Sociedad "B" el 20 de febrero de 2005 en el partido Real Sociedad B  1 Real Unión 2.
Las temporadas 2005-06 y 2006-07 jugó  en el filial de Segunda División B de la Real Sociedad, disputando una gran parte de los partidos.

### Real Sociedad
Cuando la Real Sociedad descendió de Primera a Segunda División al finalizar la temporada 2006-07, el equipo sufrió una fuerte reestructuración. Entre los jóvenes ascendidos del filial al primer equipo para la nueva campaña en Segunda división se encontraba Carlos Martínez, que vino a ocupar el hueco dejado en el club por Aitor López Rekarte.

#### Segunda División (2007-2010)
Debutó con la Real Sociedad el 26 de agosto de 2007 en el partido Real Sociedad 0 C. D. Castellón 2, primer partido de esa temporada.
Sus tres temporadas con la Real Sociedad en Segunda División se caracterizaron por la irregularidad. Chris Coleman contó en principio con el navarro para el puesto de lateral derecho titular en su primera temporada, pero acabó el año desplazado de la titularidad por un experimentado veterano como Gerardo García León. En la temporada 2007-08 jugó 15 partidos y marcó 2 goles. En su segundo año llegó a jugar 24 partidos, si llegar a convertirse en el titular para ese puesto. En su tercera temporada, la marcha de Gerardo le convertía, a priori, en el titular, pero una lesión en la pretemporada le impidió jugar. El entrenador Martín Lasarte reconvirtió al extremo Daniel Estrada como lateral derecho. Una vez recuperado de su lesión Carlos Martínez se vio desplazado de la titularidad por Estrada. No debutó hasta la jornada 15. En la jornada 18 Estrada se lesionó de gravedad y Carlos Martínez regresó al once titular, que ocuparía desde ese momento. Acabó la temporada como titular habitual.
El jugador renovó su contrato en enero de 2010 por una temporada más, hasta el 30 de junio de 2011.

#### Primera División (2010-2018)
El 29 de agosto de 2010 debutó con la Real Sociedad en la Primera división española en el primer partido de la temporada 2010-11. Jugó como lateral derecho titular en el reestreno de su equipo en Primera División. El 29 de noviembre de 2010 volvió a renovar su contrato con el club txuri urdin hasta junio de 2014.
El 8 de diciembre de 2012 logró su primer gol en Primera división española, frente al Getafe Club de Fútbol, logrando el empate a 1 con el que finalizó el partido.
El 28 de febrero de 2013 renovó su contrató con la Real Sociedad por cinco años más hasta 2018.
El 1 de junio de 2013 la Real consiguió una histórica clasificación para la Liga de Campeones tras ganar al R. C. Deportivo de La Coruña.
La temporada 2013-14 también la inició como titular, debutando en Liga de Campeones el 2 de octubre de 2013 en una derrota por 2 a 1 ante el Bayer Leverkusen. Sin embargo, a mitad de campaña perdió el puesto de titular en detrimento del joven Joseba Zaldua.
La siguiente temporada la empezó de nuevo como suplente de Zaldua, pero tras la destitución del técnico Jagoba Arrasate y la llegada del escocés David Moyes, recuperó la titularidad en el lateral derecho. Sin embargo, volvería a perderla y jugó 15 partidos durante la temporada.
El 17 de diciembre de 2016, en un partido contra el Granada C. F., se lesionó el ligamento cruzado de la rodilla derecha, lo que le obligó a perderse lo que resta de temporada 2016-17. Finalmente, al acabar la liga, la Real Sociedad se clasificó para la Liga Europa. 
Casi un año después, reapareció en la Copa del Rey en un partido ante el Lleida Esportiu, en el que la Real Sociedad fue eliminada por un rival de Segunda B.
En mayo de 2018 anunció que dejaría la Real Sociedad a finales de la temporada, después de estar toda su carrera en dicho club. Jugó su último partido con la camiseta realista el 12 de mayo entrando como suplente en una victoria por 3-2 ante el C. D. Leganés, siendo homenajeado en el mismo tras el final del partido junto con su compañero Xabi Prieto.

### Últimos años
En el mes de julio firmó por el Real Oviedo por una temporada con opción a otra si se cumplían determinados objetivos. Volvió a verse afectado por las lesiones, participando en quince partidos. No siguió en el equipo y en agosto de 2019 se comprometió con el Burgos C. F. El 15 de enero de 2020 rescindió su contrato y ya no volvió a jugar más hasta el anuncio de su retirada el 30 de julio de ese mismo año.

## Estadísticas
- Actualizado al fin de su carrera deportiva.

| Club                       | Div.          | Temporada     | Liga  | Liga  | Copas nacionales | Copas nacionales | Copas internacionales | Copas internacionales | Total | Total |
| Club                       | Div.          | Temporada     | Part. | Goles | Part.            | Goles            | Part.                 | Goles                 | Part. | Goles |
| -------------------------- | ------------- | ------------- | ----- | ----- | ---------------- | ---------------- | --------------------- | --------------------- | ----- | ----- |
| Real Sociedad "B" · España | 2.ª B         | 2004-05       | 1     | 0     | ―                | ―                | ―                     | ―                     | 1     | 0     |
| Real Sociedad "B" · España | 2.ª B         | 2005-06       | 26    | 0     | ―                | ―                | ―                     | ―                     | 26    | 0     |
| Real Sociedad "B" · España | 2.ª B         | 2006-07       | 34    | 1     | ―                | ―                | ―                     | ―                     | 34    | 1     |
| Real Sociedad "B" · España | Total club    | Total club    | 61    | 1     | 0                | 0                | 0                     | 0                     | 61    | 1     |
| Real Sociedad · España     | 2.ª           | 2007-08       | 15    | 2     | 0                | 0                | ―                     | ―                     | 15    | 2     |
| Real Sociedad · España     | 2.ª           | 2008-09       | 22    | 0     | 2                | 0                | ―                     | ―                     | 24    | 0     |
| Real Sociedad · España     | 2.ª           | 2009-10       | 23    | 0     | 0                | 0                | ―                     | ―                     | 23    | 0     |
| Real Sociedad · España     | 1.ª           | 2010-11       | 25    | 0     | 0                | 0                | ―                     | ―                     | 25    | 0     |
| Real Sociedad · España     | 1.ª           | 2011-12       | 21    | 0     | 0                | 0                | ―                     | ―                     | 21    | 0     |
| Real Sociedad · España     | 1.ª           | 2012-13       | 29    | 1     | 0                | 0                | ―                     | ―                     | 29    | 1     |
| Real Sociedad · España     | 1.ª           | 2013-14       | 24    | 0     | 2                | 0                | 5                     | 0                     | 31    | 0     |
| Real Sociedad · España     | 1.ª           | 2014-15       | 15    | 0     | 1                | 0                | 0                     | 0                     | 16    | 0     |
| Real Sociedad · España     | 1.ª           | 2015-16       | 10    | 0     | 2                | 0                | ―                     | ―                     | 12    | 0     |
| Real Sociedad · España     | 1.ª           | 2016-17       | 10    | 0     | 1                | 0                | ―                     | ―                     | 11    | 0     |
| Real Sociedad · España     | 1.ª           | 2017-18       | 1     | 0     | 1                | 0                | 0                     | 0                     | 2     | 0     |
| Real Sociedad · España     | Total club    | Total club    | 195   | 3     | 9                | 0                | 5                     | 0                     | 209   | 3     |
| Real Oviedo · España       | 2.ª           | 2018-19       | 14    | 0     | 1                | 0                | ―                     | ―                     | 15    | 0     |
| Real Oviedo · España       | Total club    | Total club    | 14    | 0     | 1                | 0                | 0                     | 0                     | 15    | 0     |
| Burgos C. F. · España      | 2.ª B         | 2019-20       | 17    | 0     | ―                | ―                | ―                     | ―                     | 17    | 0     |
| Burgos C. F. · España      | Total club    | Total club    | 17    | 0     | 0                | 0                | 0                     | 0                     | 17    | 0     |
| Total carrera              | Total carrera | Total carrera | 287   | 4     | 10               | 0                | 5                     | 0                     | 302   | 4     |
| 1. 2.                      |               |               |       |       |                  |                  |                       |                       |       |       |